# املین (کنتاکی)
املین (به انگلیسی: Emlyn) یک منطقهٔ مسکونی در ایالات متحده آمریکا است که در کنتاکی واقع شده‌است. املین ۴۲۷ نفر جمعیت دارد و ۲۹۵٫۹۶ متر بالاتر از سطح دریا واقع شده‌است.